# جيرارد بليسيرز
جيرارد بليسيرز ، من مواليد 30 مارس 1959 ، لاعب كرة قدم بلجيكي سابق.
لعب مع منتخب بلجيكا لكرة القدم.

## مسيرته الكروية
لعب جيرارد بليسيرز خلال مسيرته الاحترافية مع 4 أندية في سبعة عشر موسمًا وسجل خلالها 26 هدفًا ضمن 383 مباراة. حيث فاز في موسمين بالكأس وفي موسمين بالدوري.
خاض جيرارد بليسيرز مسيرته مع نادي ستاندارد لييج في موسم 1975–76 ليلعب معه تسعة مواسم، مشاركًا في 191 مباراة سجل خلالها 14 هدفًا. ثم انتقل إلى نادي هامبورغ في موسم 1984–85 ليلعب معه أربعة مواسم، حيث شارك في 85 مباراة سجل خلالها 6 أهداف. لينتقل بعدها إلى نادي جينك في موسم 1988–89 لمدة موسم واحد، مشاركًا في 28 مباراة سجل خلالها 4 أهداف. ثم انتقل إلى نادي كورتريك في موسم 1989–90 واستمر معه طيلة ثلاثة مواسم، مشاركًا في 79 مباراة سجل خلالها هدفين.

## روابط خارجية
- جيرارد بليسيرز على موقع الاتحاد الدولي (مؤرشف)  (الإنجليزية)
- جيرارد بليسيرز على موقع الاتحاد البلجيكي (الإنجليزية)
- جيرارد بليسيرز على موقع قاعدة بيانات كرة القدم.إي يو (الإنجليزية)
- جيرارد بليسيرز على موقع ناشيونال فوتبول تيمز (الإنجليزية)
- جيرارد بليسيرز على موقع عالم كرة القدم.نت (الإنجليزية)